# Keleti művészet
Keleti művészetnek a muszlim vallású területek, Kelet- és Délkelet-Ázsia művészetét érti a művészetföldrajzi szempontú művészettörténet-írás. Az elnevezés eredete összefügg az újkori „Kelet” fogalmával, amit főleg a romantika alakított ki, főleg egzotikust, a nyugatitól idegent értve alatta.
A keleti művészetet leginkább dinasztiánként szokás tárgyalni, mert az eligazodás építészet, szobrászat, festészet és iparművészetek között így a legegyszerűbb, tekintve, hogy az egyes dinasztiához kötődő egyes államok területei korszakról korszakra változtak, s így a művészetföldrajzi módszer kevésbé alkalmas a nagyobb folyamatok leírására. (A dinasztia terminus a történettudományban is ezeknek az országoknak az uralkodócsaládjaira vonatkozik.) 